# Krenopelopia hudsoni
Krenopelopia hudsoni är en tvåvingeart som beskrevs av Roback 1983. Krenopelopia hudsoni ingår i släktet Krenopelopia och familjen fjädermyggor.
Artens utbredningsområde är South Carolina. Inga underarter finns listade i Catalogue of Life.